# 朴燦鍾
朴燦鍾（Park Chan-jong，1989年9月2日—），生於南韓蔚山廣域市，南韓足球運動員，司職前鋒。

## 球員生涯
朴燦鍾生於南韓蔚山廣域市，於全州大學畢業後曾試過向不少國內球會尋求落班機會，但他總被拒絕，而年僅19歲的他在朋友介紹下便遠走克羅地亞加盟當地丙組球會莫斯拉維納。
2012年2月，他轉會波斯尼亞乙組球會加比拉青年，至與球會約滿後再度回國尋求機會。但他仍被南韓球會拒絕，只好邊工作邊隨大學球隊訓練保持狀態，再於2015年夏天再赴葡萄牙試腳。
期間，他遇到來自香港的歐陽耀冲，適逢歐陽耀冲的經理人到葡萄牙探班，而其經理人得悉港超聯地區球會元朗剛巧有個亞名額空缺後，於2015年11月代為引薦加盟。朴燦鍾加盟元朗後大多後備入替，並於12月13日對東方的聯賽取得加盟後的首個入球，可是最終元朗以1–6落敗。
直到球季完結後，朴燦鍾再待在元朗跟操以等待機會再戰港超，只是他最終球會不獲留用。

## 外部連結
- 香港足球總會球員註冊資料 （页面存档备份，存于）